# Anshul Chauhan
Anshul Chauhan (Mainpuri, 1986) és un director de cinema indi, productor i ex-animador al Japó. És més conegut per dirigir pel·lícules com December (2022), Kontora (2019) i Bad Poetry Tokyo  (2018).

## Vida primerenca i educació
Chauhan va néixer a Mainpuri, Agra al nord de l'Índia el 1986, un dia després que el seu avi hagués mort. El seu pare era un "militar estricte" que va educar Chauhan a una acadèmia militar a Rajasthan. Chauhan va anar a la universitat i va estudiar geografia. Més tard va desenvolupar un interès per l'animació i la història japonesa després de ser influenciat pel seu anime favorit, Naruto.

## Carrera
Després de graduar-se Chauhan es va convertir en animador el 2006 i va animar programes d'animació com ara el programa infantil de BBC Everything's Rosie i Tron: Uprising de Disney Channel. També va formar part de la producció de Delhi Safari. Després de traslladar-se a Tòquio el setembre de 2011, es va unir a Square Enix i va animar videojocs com ara com a Final Fantasy XV i Kingdom Hearts III juntament amb programes de televisió d'animació com ara Transformers: Robots in Disguise.
El 2016 Chauhan va fundar Kowatanda Films, la seva pròpia productora, per començar a dirigir pel·lícules. Inicialment, només va fer curtmetratges. Més tard va tornar a l'Índia per dirigir el seu primer llargmetratge sense intenció de tornar al Japó, però, quan va acabar, va perdre la pel·lícula a causa d'una unitat disc dur defectuosa. Més tard va tornar al Japó i va dirigir el seu primer llargmetratge, Bad Poetry Tokyo (2018), que va guanyar el millor llargmetratge narratiu a la Setmana del Cinema de Venècia i el Grand Premi a la millor pel·lícula al Festival de Cinema Independent de Brussel·les. El segon llargmetratge de Chauhan, Kontora (2019), va ser el primer llançament japonès a guanyar el Grand Prix Award a la millor pel·lícula al Festival de Cinema Nits Negres de Tallinn. Va afirmar que la seva inspiració per a Kontora era dels Diaris de guerra de soldats japonesos.
El 2022 Chauhan va dirigir el seu tercer llargmetratge, December (2022), mostrant Shogen Gensan Punch de Brillante Mendoza. December fou nominada al premi Kim Jiseok al 27è Festival de Cinema de Busan.

## Filmografia

### Cinema

#### Com a director i productor
| Any  | Títol             | Notes         | Refs.  |
| ---- | ----------------- | ------------- | ------ |
| 2012 | Tokyo Apple       | Curtmetratge  |        |
| 2016 | Soap              | Curtmetratge  | [ 12 ] |
| 2016 | What's Left of Us | Curtmetratge  |        |
| 2017 | Kawaguchi 4256    | Curtmetratge  | [ 12 ] |
| 2018 | Bad Poetry Tokyo  | Llargmetratge | [ 13 ] |
| 2019 | Kontora           | Llargmetratge | [ 1 ]  |
| 2021 | Leo's Return      | Curtmetratge  | [ 14 ] |
| 2022 | December          | Llargmetratge | [ 7 ]  |

#### Com a animador
| Any  | Títol                            | Notes    | Refs.  |
| ---- | -------------------------------- | -------- | ------ |
| 2011 | Lego Hero Factory: Savage Planet | Animador | [ 15 ] |
| 2012 | Delhi Safari                     | Animador | [ 15 ] |
| 2012 | Gladiators of Rome               | Animator | [ 15 ] |
| 2015 | Guardians of Oz                  | Animator | [ 15 ] |
| 2016 | Kingsglaive: Final Fantasy XV    | Animator | [ 15 ] |
| 2016 | Gantz: O                         | Animator | [ 15 ] |

### Televisió

#### Com a animador
| Any     | Títol                              | Notes                       | Refs.  |
| ------- | ---------------------------------- | --------------------------- | ------ |
| 2007–08 | Back at the Backyard               | Animador; 5 episodis        | [ 15 ] |
| 2008    | FarmKids                           | Animador; 4 episodis        | [ 15 ] |
| 2011    | Everything's Rosie                 | Animador en cap; 26 episois | [ 15 ] |
| 2012    | Care Bears: Welcome to Care-a-Lot  | Animador; 26 episodis       | [ 15 ] |
| 2012    | Tron: Uprising                     | Animador; 15 episodis       | [ 15 ] |
| 2013    | Pac-Man and the Ghostly Adventures | Animador; 11 episodis       | [ 15 ] |
| 2014–15 | Tranformers: Robots in Disguise    | Animador; 12 episodis       | [ 15 ] |
| 2018    | Record of Grancrest War            | Animador; 3 episodis        | [ 15 ] |

### Videojocs
| Any  | Títol                    | Notes    | Refs.  |
| ---- | ------------------------ | -------- | ------ |
| 2012 | UFC Undisputed 3         | Animador | [ 15 ] |
| 2012 | Skylanders: Giants       | Animador | [ 15 ] |
| 2016 | Final Fantasy XV         | Animador | [ 15 ] |
| 2019 | Kingdom Hearts III       | Animador | [ 15 ] |
| 2020 | Final Fantasy VII Remake | Animador | [ 15 ] |